# Mesoscincus altamirani
Mesoscincus altamirani — вид сцинкоподібних ящірок родини сцинкових (Scincidae). Ендемік Мексики.

## Поширення і екологія
Mesoscincus altamirani відомі за кількома зразками, зібраними в центральному Мічоакані, зокрема в районі міста Апацінган та в басейні річки Тепалькатепек, притоки річки Бальсас. За деякими свідченнями, вони також спостерігалися в штаті Герреро. Mesoscincus altamirani живуть в сухих широколистяних тропічних лісах, серед опалого листя.